# Zbigniew Bortnowski
Zbigniew Bortnowski (ur. 6 grudnia 1934 w Bortnowiczach w gminie Rudniki, zm. 4 marca 1991) – polski inżynier, poseł na Sejm PRL V kadencji.

## Życiorys
Uzyskał wykształcenie wyższe z tytułem inżyniera budownictwa. Pracował na stanowisku zastępcy dyrektora Wojewódzkiego Przedsiębiorstwa Budownictwa Miejskiego w Tychach. W 1969 uzyskał mandat posła na Sejm PRL z ramienia Polskiej Zjednoczonej Partii Robotniczej w okręgu Katowice. Zasiadał w Komisji Budownictwa i Gospodarki Komunalnej.
Pochowany na cmentarzu komunalnym w Tychach.